# Línea Metaxás

Mapa de la Operación Marita.

La Línea Metaxás fue una cadena de fortificaciones griegas construidas en la frontera entre el Reino de Grecia y el Reino de Bulgaria (Macedonia oriental) en la década de 1930, previo a la Segunda Guerra Mundial, con el objetivo de proteger el país heleno de una posible invasión búlgara. Fue llamada así, posteriormente, en homenaje al fallecido gobernante griego Ioannis Metaxás, quien la había concebido y construido.

## Contexto
En la década de 1930, Grecia se encontraba políticamente convulsionada y polarizada. El rey Jorge II de Grecia se hallaba en el exilio en Londres, cuando se dio un golpe de Estado, seguido de un referéndum controlado por el general Georgios Kondylis, que restauró la monarquía, con Jorge II de Grecia en el trono.
El rey nombró Primer ministro al general Ioannis Metaxás, creándose la Tercera Civilización Helénica, un régimen de corte fascista. El general Metaxás comenzó en 1936 la construcción de una línea de fortificaciones en el norte de Grecia para prevenir ataques militares de Bulgaria, principalmente. 
Si bien el gobierno de la Tercera Civilización Helénica correspondía al tipo de régimen que gobernaba Italia, Alemania y posteriormente España, el rey y la aristocracia griega simpatizaban con la monarquía británica, por lo que al estallar la Segunda Guerra Mundial, el Primer ministro intentó mantener a Grecia fuera del conflicto, pero un ultimátum de Italia en 1940, a la que siguió la invasión militar, desencadenó la Guerra Greco-Italiana. 
El Reino Unido apoyó militarmente al régimen fascista griego con la flota del Mediterráneo, la RAF y unidades militares de la Mancomunidad de Naciones, haciendo retroceder a los italianos y ocupando territorios en Albania. Alemania asumió la contraofensiva en 1941 en la llamada Operación Marita, atacando a Grecia desde Bulgaria. El primer ministro Metaxás murió en enero de 1941, y la línea de fortificaciones en la frontera greco-búlgara tomó el nombre de Línea Metaxás. Después de duras batallas, Alemania e Italia conquistaron Grecia, y Atenas cayó el 27 de abril de 1941, quedando Grecia ocupada y dividida en tres zonas, la alemana, la italiana y la búlgara. 

## Características
La Línea Metaxás consistía en 22 fortificaciones independientes, siendo la mayor la fortaleza Roupel, de aproximadamente 6 km de extensión y construida a 322 m s. n. m. Cada fortificación estaba dotada de túneles que conducían a observatorios, baterías de artillería y nidos de ametralladoras. Estaban provistas de electricidad producida por generadores, de ventilación natural y artificial, y de agua corriente. Estaba calculada para albergar 200.000 soldados.
Ubicada en la zona geográfica griega de las Montañas Ródope, su construcción comenzó en 1936 en la localidad de Kerkini (Eurorregión Belasica) y llegó en 1940 solo hasta la localidad de Komotini, es decir, a una extensión de 155 km. Originalmente estaba planificada su construcción hasta la localidad de Ormenion en la triple frontera greco-turca-búlgara, con una longitud aproximada de 300 km.